# Ecclinusa ulei
Espèce
Statut de conservation UICN

LC : Préoccupation mineure
Classification phylogénétique
Ecclinusa ulei est une espèce de plantes à fleurs de la famille des Sapotaceae. C'est un arbuste originaire du Brésil et du Venezuela. 

## Répartition
Forêts naines du Roraima au Brésil, du Tepui Ptari, de la Cerro Jáua et du Tepuy Chimantá dans l'État de Bolívar au Venezuela.